# Tomás da Costa Soares
Tomás da Costa Soares († 1929) war ein timoresischer Adliger im Herrschaftsgebiet der Portugiesen auf der Insel.
Als Schwiegersohn von Dom Francisco da Costa Freitas, dem Liurai von Vemasse, war Tomás zunächst Dato-hei von Letemumo. Als Dom Francisco 1899 von den Portugiesen  zum Liurai von Baucau ernannt wurde, folgte Tomás ihm als neuer Liurai von Vemasse. Als Dom Francisco  1922 starb, wurde Dom Tomás auch Liurai von Baucau und führte beide Reiche in Personalunion bis kurz vor seinem Tod 1929. Bereits 1928 übernahm Franciscos Sohn Domingos da Costa Freitas die Führung von Vemasse.